# Ал Пасо (Виченца)
Ал Пасо (итал. Al Passo) је насеље у Италији у округу Виченца, региону Венето.
Према процени из 2011. у насељу је живело 65 становника. Насеље се налази на надморској висини од 27 м.